# Capitán Miranda (ROU 20)
El Capitán Miranda es un barco de vela de la Armada Nacional del Uruguay, que sirvió originalmente como buque hidrográfico para las investigaciones oceanográficas y la confección y preparación de las cartas náuticas, tras lo cual se convirtió en buque escuela en 1977.
Se construyó en el año 1930 en los Astilleros Españoles de Matagorda (que en ese entonces formaban parte de la Sociedad Española de Construcción Naval) tras haber sido elegida al ganar un concurso internacional celebrado por el gobierno de Uruguay.
Su nombre hace homenaje al Capitán de Navío Francisco Prudencio Miranda, marino uruguayo, hidrógrafo, historiador, profesor y escritor. En una visita al buque, el Gobernador Civil de la Provincia de Cádiz le entregó al comandante Julio Lamarthée una placa de plata que decía: Real Academia Hispano Americana de Ciencias, Letras y Artes de Cádiz. En memoria de la botadura del Buque Hidrográfico Capitán Miranda. Cádiz, julio de 1930.
El Capitán Miranda realizó su XXIX viaje de instrucción en abril de 2011, y estuvo en reparación desde abril de 2013. En el año 2018 volvió a la mar realizando su XXX viaje de instrucción por las costas de Brasil. 

## Historial de servicio

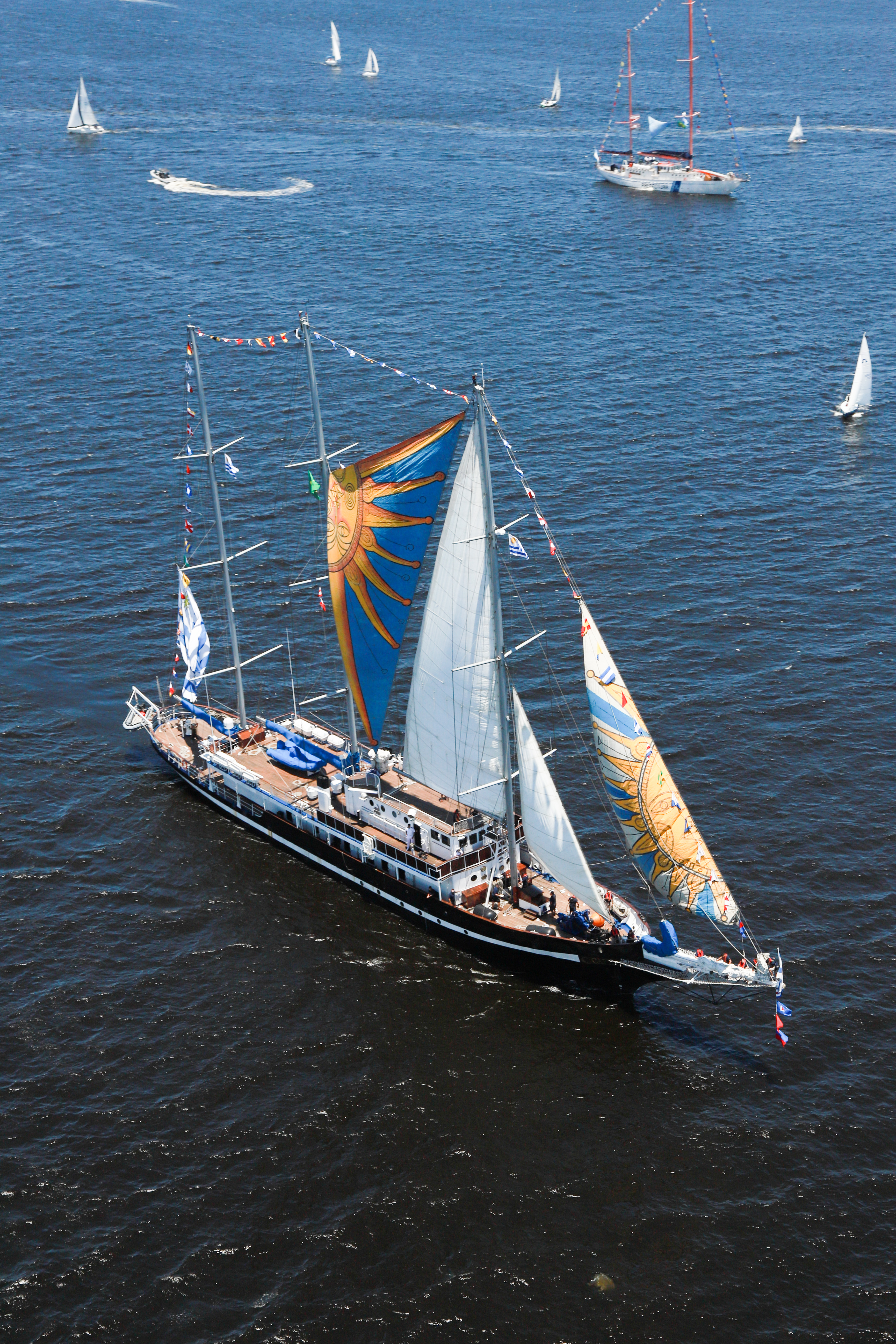
Vista aérea del Capitán Miranda en el año 2022.

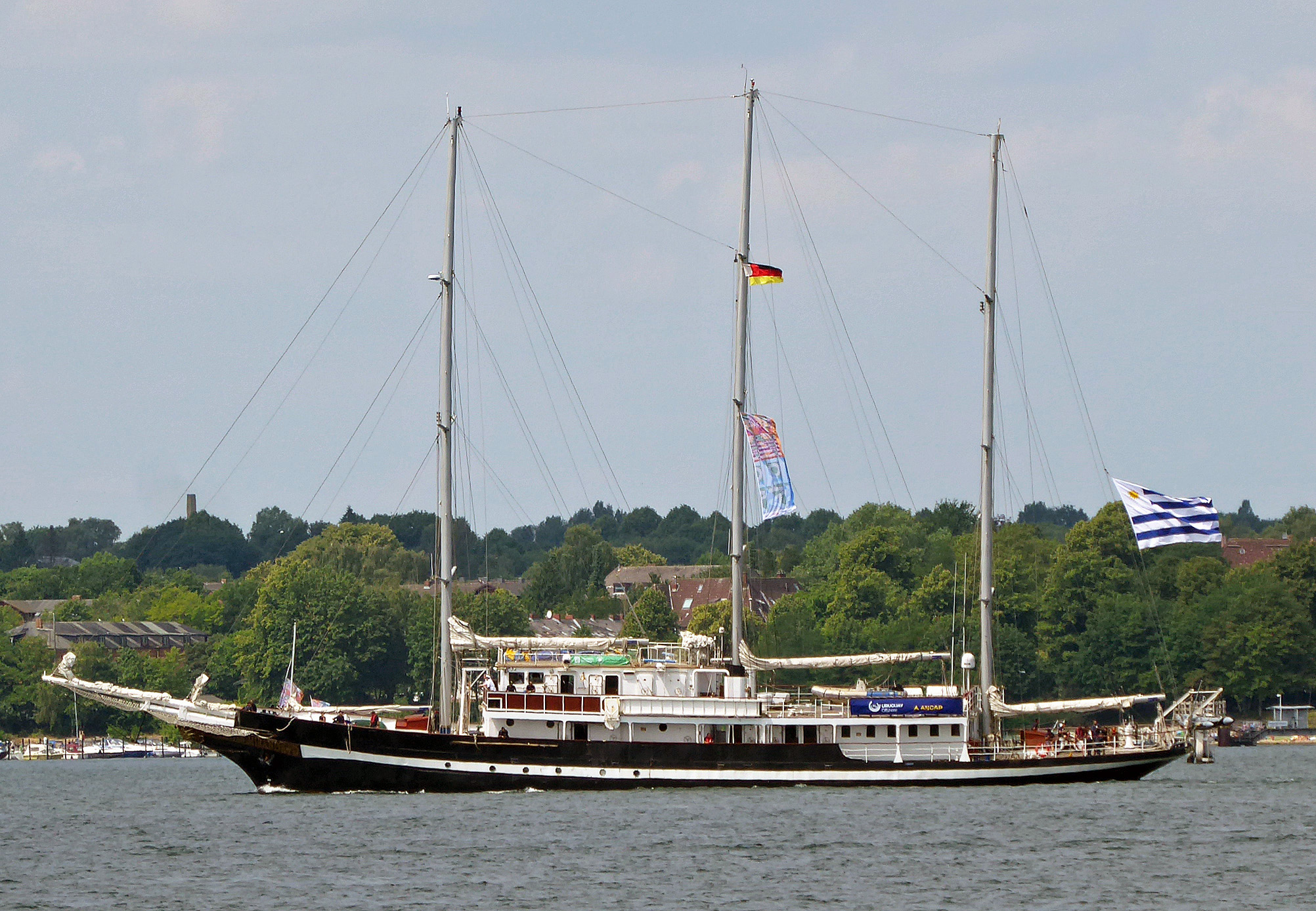
El buque escuela uruguayo Capitán Miranda en el año 2023.

En el año 1976, el Capitán Miranda estaba destinado a ser desguazado, pero el entonces comandante en jefe de la Armada uruguaya, el Vicealmirante Hugo L. Márquez proyectó su transformación en buque escuela, como goleta de tres palos. La transformación empezó en 1977. El que hasta entonces era un buque de estudios oceanográficos, fue transformado para ser un velero escuela. Para eso se le aumentó su superficie vélica, se construyeron alojamientos adecuados, se efectuó su remotorización, se modernizaron sus sistemas de navegación y se adecuó completamente para su nueva función.
En esta transformación participaron varias empresas uruguayas, utilizando en su mayoría materiales nacionales. Sólo se adquirieron en el exterior elementos indispensables. Además, los trabajos fueron realizados por personal especializado de la Armada Nacional.
Al comenzar su nueva tarea, se convirtió en uno de los más grandes y rápidos veleros activos, gracias a su moderno aparejo. El 20 de octubre de 1978 el Capitán Miranda realizó su primer viaje de instrucción, que se volvería a repetir cada año hasta la actualidad.
Transcurridos 16 años de la primera transformación, fue aprobada una nueva remodelación del buque. En junio de 1993, el barco ingresó al astillero de la Empresa Nacional Bazán en Cádiz, España, donde, debido a su estado avanzado de deterioro, el Capitán Miranda fue prácticamente desarmado en su totalidad y vuelto a armar minuciosamente sustituyendo cada pieza. Esta segunda reparación permitió la incorporación de una serie de mejoras, que sumadas a la actualización tecnológica de rigor, han dotado al velero de mayores facilidades para el cumplimiento de su misión.

## Heráldica
El Capitán Miranda trae sobre campo de sable una carabela en oro entre dos columnas de plata, ambas rodeadas de una cinta de gules cargada de letras de oro, en la diestra PLUS y en la siniestra ULTRA. En la campaña lleva sobre fondo de plata, trangles de azur, está rodeado interiormente por una filiera de gules, timbra con una corona naval y su divisa reza: MARE MAGNUM.